# پل روبرتو کلمنته
پل روبرتو کلمنته که با نام پل خیابان ششم نیز شناخته می‌شود، دهانه‌های آن بر روی رودخانه الیگینی در پیتزبورگ ایالت پنسیلوانیا احداث شده‌است.

## تاریخچه
پل خیابان ششم که امروزه ما آن را می‌بینیم پل اصلی خیابان ششم نیست. در سال ۱۸۵۹ ابتدا پل خیابان ششم به وسیله مهندس جان روبلینگ ساخته شد که این پل سومین و در نهایت آخرین پل پیتزبورگ بود. پل اصلی دو دهانه داشت دهانه اصلی و مرکزی پل ۱۰۵ متر و دهانه‌های ابتدایی و انتهایی آن به ترتیب ۵۲ و ۵۴ متر بودند.

### پل دوم
در سال ۱۸۹۲ پل خیابان ششم به وسیله مهندس تئودور کوپر ساخته شد. دهانه اصلی آن ۱۳۰ متر طول داشت.